# Тюрі (волость)
Тю́рі (ест. Türi vald) — волость в Естонії, одиниця самоврядування в повіті Ярвамаа, утворена під час адміністративної реформи 2017 року шляхом об'єднання волостей Вяетса й Тюрі, що належали повіту Ярвамаа, і волості Кяру зі складу повіту Рапламаа.

## Географічні дані
Площа волості — 1008 км2.
На територіях, що склали новоутворене самоврядування, станом на 1 січня 2017 року сумарна чисельність населення становила 10 997 осіб. У волостях мешкали: Вяетса — 1225 жителів, Кярі — 600, Тюрі — 9112 осіб.

## Населені пункти
Адміністративний центр — Тюрі (Türi linn), місто без статусу самоврядування.
На території волості також розташовані:
4 селища (alevik): Вяетса (Väätsa), Кяру (Käru), Ойзу (Oisu), Сяревере (Särevere);
53 села (küla):
Аазувялья (Aasuvälja), Аркма (Arkma), Віліта (Vilita), Віллевере (Villevere), Віссувере (Vissuvere), Вяльяотса (Väljaotsa), Вяльятаґузе (Väljataguse), Ейамаа (Äiamaa), Енарі (Änari), Йиекюла (Jõeküla), Кабала (Kabala), Кагала (Kahala), Кар'якюла (Karjaküla), Киду (Kõdu), Кірна (Kirna), Колу (Kolu), Куллімаа (Kullimaa), Курла (Kurla), Кядва (Kädva), Кяндліку (Kändliku), Кяревере (Kärevere), Лаупа (Laupa), Лаурі (Lauri), Лиила (Lõõla), Локута (Lokuta), Лунґу (Lungu), Меоссааре (Meossaare), Метсакюла (Metsaküla), Мяекюла (Mäeküla), Нясувере (Näsuvere), Оллепа (Ollepa), Пала (Pala), Пийква (Põikva), Пібарі (Pibari), Пійуметса (Piiumetsa), Поака (Poaka), Рассі (Rassi), Раукла (Raukla), Реопалу (Reopalu), Ретла (Retla), Рєа (Röa), Рікассааре (Rikassaare), Роовере (Roovere), Саареотса (Saareotsa), Саґевере (Sagevere), Сауеауґу (Saueaugu), Сонні (Sonni), Тайксе (Taikse), Торі (Tori), Тюрі-Алліку (Türi-Alliku), Тяннассілма (Tännassilma), Юлейие (Ülejõe), Яндья (Jändja).

## Історія
23 грудня 2016 року на підставі Закону про адміністративний поділ території Естонії Уряд країни прийняв постанову № 152 про утворення нової адміністративної одиниці — волості Тюрі — шляхом об'єднання територій двох волостей зі складу повіту Ярвамаа: Вяетса і Тюрі, та волості Кяру, що належала повіту Рапламаа. Зміни в адміністративно-територіальному устрої, відповідно до постанови, мали набрати чинності з дня оголошення результатів виборів до волосної ради нового самоврядування.
15 жовтня 2017 року в Естонії відбулися вибори в органи місцевої влади. Утворення волості Тюрі набуло чинності 22 жовтня 2017 року. Волості Вяетса та Кяру вилучені з «Переліку адміністративних одиниць на території Естонії».